# Vlag van Panama Oeste

Vlag van Panama Oeste

De vlag van Panama Oeste is de vlag van de Panamese provincie Panama Oeste. De vlag en het wapen zijn aangenomen op 30 december 2015 voor de tweede verjaardag van de oprichting van de provincie. De ontwerper van de vlag is Segundo Olivares Becerra, die in Capira woont.
De vlag bestaat uit een groene driehoek aan de linkerkant die staat voor het groen van de vruchtbare bergen en de hoop van de inwoners op betere tijden. De gele banen aan de boven- en onderkant staan voor de zon en de witte baan staat voor vrede en eenheid. De sterren staan voor de 5 districten.